# Aeroporto Internacional de Kuala Lumpur
O Aeroporto Internacional de Kuala Lumpur (IATA: KUL, ICAO: WMKK) é o principal aeroporto internacional da Malásia e está localizado no distrito de Sepang, no sul do estado de Selangor, a 50 km da capital, Kuala Lumpur.
Construído a um custo de arredor de 3.5 billões de dólares, o Aeroporto Internacional de Kuala Lumpur foi inaugurado de 27 de junho de 1998. Seu slogan foi "O mundo próximo da Malásia e a Malásia do mundo".
O aeroporto é operado por Malaysia Airports e é o principal centro de conexão de Malaysia Airlines, Malaysia Airlines Cargo e Air Asia.